# 그레이스 자브리스키
그레이스 자브리스키(Grace Zabriskie, 1941년 5월 17일 ~ )는 미국의 배우이다.

## 출연 작품
- 아마게돈